# Друга влада Аврама Петронијевића

## Чланови владе
| Функција                           | Слика | Име и презиме      | Детаљи |
| ---------------------------------- | ----- | ------------------ | ------ |
| Председатељ привременог правленија |       | Аврам Петронијевић |        |
| Предводитељ народа                 |       | Тома Вучић Перишић |        |